# Южен Буг
Южен Буг или Южен Бух (на древногръцки Hypanis; на украински: Південний Буг; на руски: Южный Буг; на полски: Boh) е голяма река в югозападната част на Украйна.
Протича по територията на Хмелницка, Виницка, Кировоградска, Одеска и Николаевска област. Влива се в Черно море. Дължина – 806 km. Площ на водосборния басейн – 63 700 km².

## Географска характеристика

### Извор, течение, устие
Река Южен Буг води началото си от Подолското възвишение, на 3 km западно от село Холодец, в западната част на Хмелницка област, на 322 m н.в. В горния си участък протича в плитка и заблатена долина с ниски брегове. В средния участък долината ѝ става тясна и дълбока, а по течението ѝ се срещат бързеи и прагове (предимно между град Первомайск и сгт Александровка – Мигейски, Богдановски). След това в долното си течение реката навлиза в Причерноморската низина, където долината ѝ силно се разширява и изплитнява, а скоростта на течението ѝ намалява. Влива се чрез дълъг естуар (Бугски лиман) в северната част на Днепровския лиман на Черно море, на около 30 km южно от град Николаев.

### Притоци
Река Южен Буг получава множество притоци, най-големи от които са:
- леви – Бужок (78 km), Кудима, Иква (59 km), Снивода, Десна (80 km), Соб (125 km), Удич, Синица (78 km), Синюха (111 km), Мертвовод (114 km), Гнилой Еланец (103 km), Ингул (354 km);
- десни – Волк (71 km), Згар (95 km), Ров (100 km), Селница, Дохна (74 km), Савранка (97 km), Кодима (149 km), Чичеклея (156 km).[3]

### Хидроложки показатели
Подхранването на реката е смесено, с преобладаване на снежното. Пълноводието продължава от края на февруари до началото на май, а маловодието – от края на юни до февруари. Често явление през лятото е внезапното прииждане на реката, предизвикващо наводнения в долината ѝ, причинени от поройни дъждове във водосборния ѝ басейн. Среден годишен отток на 132 km от устието – 82 m³/s, максимален – 5320 m³/s, минимален – 2,6 m³/s. Заледяването на реката е регулярно и замръзването ѝ зависи от температурите през зимата, като се разтяга в периода от ноември до февруари, а пълното размразяване обикновено настъпва в средата на март. Минерализацията на водата е до 0,9 гр/л.

## Стопанско значение, историческа справка
Водите на реката основно се използват за напояване. Изградени са и няколко малки ВЕЦ-ове. Плавателна е за плиткогазещи съдове над и под град Виница, а в долното течение, до град Вознесенск – за съдове с по-дълбоко газене.
Името ва реката може би произлиза от древногерманското „Bug“, което се превежда като „лък“, като името ѝ е дадено от готите, които пристигат тук през ІІ – ІІІ век. По време на Великото преселение на народите Южен Буг е съществена пречка за мигриращите племена. Реката е свързана с българската история – през 896 г. цар Симеон побеждава маджарите в битката при Южен Буг и ги изгонва завинаги от украинските степи.

## Населени места
По течението и по долината на Южен Буг са разположени стотици населени места, в т.ч.:
- Хмелницка област – град Хмелницки и селищата от градски тип Черни Остров, Меджибож и Летичев;
- Виницка област – градове Хмелник, Виница, Гниван и Ладижин, селища от градски тип Стрижавка, Сутиски, Тивров и Брацлав;
- Кировоградска област – град Гайворон, селища от градски тип Салково и Завале;
- Одеска област – селище от градски тип Савран;
- Николаевска област – градове Первомайск, Южноукраинск, Вознесенск, Новая Одеса и Николаев, селище от градски тип Александровка.

## Топографска карта
- М-35-В М 1:500000[4]
- М-35-Г М 1:500000[5]

## Галерия
- Сливане на реките Южен Буг и Ингул в град Николаев
- Река Плоска се влива в Южен Буг
- Южен Буг при град Виница